# Ulrike Zilly
Ulrike Zilly (* 1952 in Oberhausen) ist eine in Düsseldorf lebende deutsche Malerin.
Von 1970 bis 1975 studierte sie an der Kunstakademie Düsseldorf bei Rissa und Günter Grote und wurde schließlich Meisterschülerin bei Ernst Althoff. Seit 1982 gehört sie als Gründungsmitglied der Künstlergruppe „Die Langheimer“ an. Sie ist Mitglied im Deutschen Künstlerbund.

## Einzelausstellungen (Auswahl)
- 2022/23 Ulrike Zilly. Les couleurs de la vie, Maternushaus Köln
- 2016 Zillys Welt – Wenn ein Werk so schön werde..., Museum Ratingen
- 2007 „Souvenirs de Paris“, Städtische Galerie Remscheid
- 2003 Künstlerverein Malkasten, Düsseldorf
  - „Zwerge der Liebe“, Museum Bochum

## Gruppenausstellungen (Auswahl ab 2000)
- 2012 „Napoleon [...] Düsseldorf“, Stadtmuseum Düsseldorf[2]
- 2007 „Idilio I“, DA2 - Domus Artium 2002, Salamanca
  - „Idylle“, Nationalgalerie Prag
- 2006 „Idylle - Traum und Trugschluss“, Sammlung Falckenberg, Hamburg
  - „Künstlerferienhäuser“, Künstlerverein Malkasten, Düsseldorf
- 2005 „Unheimliche Orte/ Himmel und Hölle“, Museum Ratingen

## Werke (Auswahl)
Für die Ahnengalerie im Rathaus der nordrhein-westfälischen Landeshauptstadt Düsseldorf erstellte sie das Porträt des ehemaligen Oberbürgermeisters Dirk Elbers.